# Gorpis
Gorpis is een geslacht van wantsen uit de familie van de Nabidae (Sikkelwantsen). Het geslacht werd voor het eerst wetenschappelijk beschreven door Carl Stål in 1859.

## Soorten
Het genus bevat de volgende soorten:

- Gorpis annulatus (Paiva, 1919)
- Gorpis brevilineatus (Scott, 1874)
- Gorpis cribraticollis (Stål, 1860)
- Gorpis denticollis (Hsiao, 1964)
- Gorpis elegans (Poppius, 1914)
- Gorpis harrisi (Kerzhner, 1970)
- Gorpis humeralis (Distant, 1904)
- Gorpis japonicus (Kerzhner, 1968)
- Gorpis liniolipes (Hsiao, 1981)
- Gorpis longispinis (H.M. Harris, 1939)
- Gorpis neglectus (Harris, 1939)
- Gorpis rufinervis (Poppius, 1915)
- Gorpis subtilis (Reuter, 1909)
- Gorpis zhangmuensis (Ren, 1981)